# 레오나르두 호드리게스 페레이라
레오나르두 호드리게스 페레이라(포르투갈어: Leonardo Rodriguez Pereira, 1986년 11월 22일 ~ )는 레오나르두로 불리는 브라질의 축구 선수로, 포지션은 윙어 및 공격형 미드필더이다. 현재 알다프라 소속으로 활약하고 있다. K리그 2012 시즌부터 K리그 클래식 2016 시즌까지 대한민국의 전북 현대 모터스 소속으로도 활약한 바 있다. K리그 등록명은 레오나르도였다.

## 축구인 경력

### 선수 경력

#### 아틀레치쿠 파라나엔시
2003년 아틀레치쿠 파라나엔시에서 프로 선수 경력을 시작하였으며 2004년 18세의 어린 나이에 그리스 2부 리그의 테라시불로스로 이적하였다. 2005-06 시즌 리그 17경기에 나서 7골을 터뜨리며 이름을 알리기 시작하였으며 이러한 활약을 바탕으로 2007년 수페르리가 엘라다의 레바디아코스로 이적하여 1부 리그 무대를 밟았다.

#### 레바디아코스 FC
레바디아코스에서의 두 시즌 간 미드필더임에도 54경기에서 16골을 성공시켰으며 PAOK, 올림피아코스 등 그리스의 명문 클럽들의 러브콜을 받다가 2009년 AEK 아테네로 이적하였다.

#### AEK 아테네
2009년 8월 27일 FC 바슬루이와의 2009-10 유로파리그 경기에서 데뷔전을 치른 후 주전 미드필더로 활약하며 팀의 2010-11 시즌 컵 대회 우승을 이끌었으며 특히 2011-12 시즌 유로파리그에서 2골 1도움을 기록하고 리그에선 득점 랭킹 9위에 올랐다. 이는 2011-12 시즌 팀 내 최다 득점 기록이다.

#### 전북 현대 모터스

##### 2012 시즌
2012년 7월 20일 전북 현대 모터스로의 이적이 확정되었다. 이적 후 전북 현대의 주전 윙어로 2012 시즌 하반기 17경기 5골 2어시스트를 기록하였다

##### 2013 시즌
2013 시즌에도 37경기 7골 13어시스트를 기록하며 팀의 핵심 선수로 부상하였다. 전체적으로 에닝요보다는 조금 포스가 떨어지지만, 충분히 좋은 활약을 보여주고 있다는 평을 받고 있다.

##### 2014 시즌
2014 시즌에도 꾸준히 뛰고 있다. 지난 시즌 개인 플레이 위주로 뛰던 것과 달리 팀플레이가 상당히 늘어 더 도움 되었다는 평. 그런 와중에 10월 울산 현대와의 홈 경기에서 임종헌 울산 코치와 욕설 논란이 터졌다. 진실은 확실하게 알 수는 없지만, 상대인 이 사람 때문에 욕은 덜 먹고 있다. 애초에 레오나르도가 울산 말대로 의도적으로 욕한 건지 알 수는 없는 노릇이기도 하고, 정황상 임종헌 코치가 욕한 것을 되물어본 것이라는 전북 현대 측 주장이 더 말이 되기도 하다. 이 기사의 베플 중 하나. 울산 팬들도 니(조민국) 편 안 들어준다.
FC 서울의 마우리시오 몰리나가 전북과의 경기를 앞두고 그를 칭찬한 바 있다. 외국인 선수가 한국에 적응하기 힘들다는 면에서 긍정적으로 보고 있다고.
11월 8일, 제주와의 경기에서 1골 1어시스트를 적립. 환상적인 프리킥으로 선제골을 집어넣더니 후반전에는 크로스로 이승기에게 골을 선물해줬다. 팀의 리그우승 확정은 물론이고, 이 1어시스트 적립으로 레오나르도는 리그 총 9 어시스트로 이명주와 함께 리그 어시스트 공동 1위에 등극하였다. 이후 포항전 pk상황에서 키커로 나서 슛이 아닌 카이오(카이우 펠리피 곤사우베스)에게 패스하며 어시를 추가해 10어시로 단독 1위에 올라섰다. 그 뒤를 바짝 쫓는 것은 레오나르도의 어시스트를 받고 리그 우승 확정 골을 넣은 팀 동료 이승기 역시 포항전 다음에 펼쳐진 수원전에서 어시를 기록했기 때문에 경기수가 적은 이승기가 마지막 울산전에서 어시를 추가할 경우 어시 1위에 올라서게 된다. 그리고 그것이 현실이 되었다.
시즌 최종전이던 울산과의 경기에서 한교원의 결승골을 이승기가 어시스트하였다. 똑같이 10 어시스트를 기록했으나 경기 출장시간이 이승기가 더 적어 레오나르도는 도움왕을 이승기에게 넘겨주었다. 이 날, 레오나르도도 어시스트를 쌓을 수 있었으나 아쉽게도 레오나르도의 패스는 한교원이 골을 넣지 못 했다. 참고로 2013 시즌에도 경기 출장시간 때문에 몰리나에게 도움왕을 내주었었다. 2번이나 2위로 도움왕을 놓쳤으니 완벽한 콩라인??? 게다가 베스트11 자리마저 임상협에게 밀려 들지 못했다. (임상협의 스탯이나 팀 성적을 보면 레오나르도보다 못 하긴 하지만, 임상협의 활약이 없었으면 부산이 강등되고도 남았을 상황인지라 이를 고려해 임상협이 그 자리에 들어간 듯 하다)

##### 2015 시즌
2015 시즌에는 그 에닝요가 다시 돌아왔다. 13시즌, 같이 뛰고 있었을 때는 레오나르도가 에닝요를 견제하는 게 아니냐며 평가가 안 좋았으나 이제는 둘의 평가가 역전되었다. 게다가 한교원도 반대편에서 영 기복이 심하면서 현재 에두와 함께 전북의 공격을 이끄는 중. 그런데 여름 이적시장에서 에닝요는 스스로 부진에 못 이겨 팀을 떠나기로 합의하고 에두는 3년간 100억의 연봉을 받고 중국 2부 리그로 떠나게 되었다... 이러다 보니 전북 팬들 사이에서도 아직 재계약 협상 중인 레오나르도마저 놓치는 게 아닌가 우려가 나오는 중. 다행이도 2017년까지 재계약에 성공하였다.

##### 2016 시즌
그렇게 원하던 AFC 챔피언스리그 결승 1차전에서 0-1로 지고 있던 상황에서 멀티골을 넣어 역전을 이끌어냈고 2차전 1-1로 비겨 전북현대가 10년만에 우승하는데 큰 공을 세웠다.

### 시즌별 기록 (정규리그)
| Season  | Club          | Competition            | Apps | Goals |
| ------- | ------------- | ---------------------- | ---- | ----- |
| 2005/06 | 테라시불로스  | 베타 에스니키          | ?    | ?     |
| 2006/07 | 테라시불로스  | 베타 에스니키          | ?    | ?     |
| 2007/08 | 레바디아코스  | 수페르리가 엘라다      | 27   | 6     |
| 2008/09 | 레바디아코스  | 수페르리가 엘라다      | 27   | 10    |
| 2009/10 | AEK 아테네    | 수페르리가 엘라다      | 23   | 2     |
| 2010/11 | AEK 아테네    | 수페르리가 엘라다      | 22   | 3     |
| 2011/12 | AEK 아테네    | 수페르리가 엘라다      | 26   | 9     |
| 2012    | 전북 현대     | K리그                  | 17   | 5     |
| 2013    | 전북 현대     | K리그 클래식           | 37   | 7     |
| 2014    | 전북 현대     | K리그 클래식           | 35   | 6     |
| 2015    | 전북 현대     | K리그 클래식           | 37   | 10    |
| 2016    | 전북 현대     | K리그 클래식           | 34   | 12    |
| 2016/17 | 알자지라 클럽 | UAE 아라비안 걸프 리그 | 14   | 6     |
| 2017/18 | 알나스르      | 사우디 프로페셔널리그  | 24   | 10    |
| 2018/19 | 알자지라 클럽 | UAE 아라비안 걸프 리그 | 25   | 12    |

## 수상

### 클럽
전북 현대 모터스
- K리그 클래식 : 우승(2014, 2015)
- AFC 챔피언스리그 : 우승(2016)

### 개인
- K리그 클래식 2013 베스트 11
- K리그 클래식 2016 베스트 11

## 그 외
18세의 어린 나이에 그리스로 이적하여 오랜 기간 활약한 덕에 그리스어를 유창하게 구사한다.